# Đội tuyển Fed Cup Malaysia
Đội tuyển Fed Cup Malaysia đại diện Malaysia ở giải đấu quần vợt Fed Cup và được quản lý bởi Hiệp hội Quần vợt Malaysia. Đội không thi đấu từ năm 2003 đến 2012. Năm 2013 đội trở lại Fed Cup và xếp thứ 6 ở Nhóm II khu vực châu Á/châu Đại Dương.

## Lịch sử
Malaysia tham dự kì Fed Cup đầu tiên vào năm 1989.  Thành tích tốt nhất của đội là về đích thứ 7 Nhóm I năm 1996.

## Đội hình hiện tại
- Aslina Chua An Ping
- Theiviya Selvarajoo
- Alyssa Boey
- Nurin Nabilah Roslan